# Rincón de Artigas

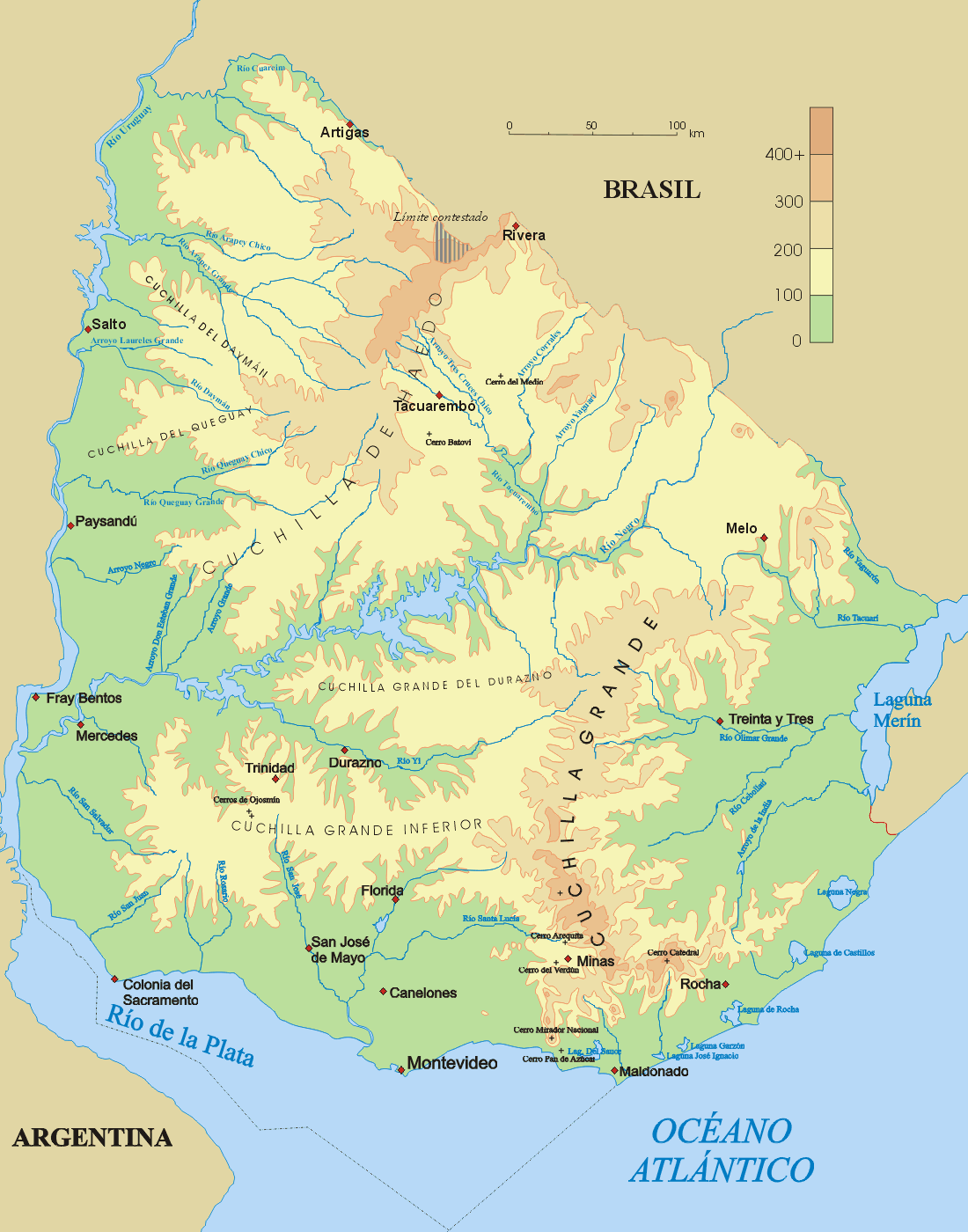
Mapa físic de l'Uruguai amb el límit contestat.

El Rincón de Artigas (en portuguès: Rincão de Artigas) és un territori de 237 km² ubicat al sud del Brasil, dins el municipi de Santana do Livramento a l'Estat de Rio Grande do Sul. La República Oriental de l'Uruguai considera que atès a un error en la demarcació del límit entre ambdós països el 1856, aquest territori passà a formar part del Brasil el 1861, per la qual cosa des de 1934 ha demanat al Brasil la revisió de la demarcació fronterera de la zona. Des de 1974 els mapes uruguaians assenyalen aquest territori com a límit contestat i consideren que hauria de pertànyer al Departament d'Artigas.
Mitjançant notes de protesta davant el Govern del Brasil, l'Uruguai ha reclamat que sigui revisada la posició del rierol de la Invernada, que va ser considerat limítrof pel tractat de 1851. Brasil considera que el territori li pertany legalment i desconeix les reclamacions uruguaianes considerant que no existeix cap litigi pendent entre tots dos països.